# Mariano Scartezzini
Mariano Scartezzini (* 7. November 1954 in Trient) ist ein ehemaliger italienischer Leichtathlet, der eine Goldmedaille bei den Mittelmeerspielen gewann.

## Sportliche Karriere
Mariano Scartezzini war 1978, 1981 und 1983 italienischer Meister im 3000-Meter-Hindernislauf und 1979 auch Meister im 5000-Meter-Lauf.
Scartezzini belegte 1979 den achten Platz über 3000 Meter bei den Halleneuropameisterschaften in Wien. Bei den Mittelmeerspielen 1979 in Split gewann er über 3000 Meter Hindernis vor dem Spanier Domingo Ramón.
1980 durfte er als Polizist nicht an den Olympischen Spielen in Moskau teilnehmen, da der italienische Staat im Zuge des Olympiaboykotts seinen Bediensteten die Teilnahme untersagte. 1981 siegte er beim Europacup über 3000 Meter Hindernis und belegte beim Weltcup den zweiten Platz.
1982 bei den Europameisterschaften in Athen wurde Scartezzini Siebter über 3000 Meter Hindernis. 1983 lief Scartezzini auch im ersten Weltmeisterschaftsfinale im Hindernislauf und belegte den neunten Platz.

## Bestleistungen
- 3000 Meter Hindernis: 8:12,5 Minuten, 5. August 1980 in Rom
- 5000 Meter: 13:32,01, 9. September 1981 in Rieti